# Emilio Arrieta
Pascual Juan Emilio Arrieta Corera (Puente la Reina (Navarra), 21 d'octubre de 1823 – Madrid, 11 de febrer de 1894) fou un compositor espanyol d'òpera i sarsuela.

## Biografia
Sent un infant va quedar orfe i es va educar a Madrid amb la seua germana Antonia, on va iniciar els seus estudis de música en el Conservatori de Madrid. El 1839 la seua germana el va enviar a Itàlia, on va estudiar piano amb el mestre Perelli i harmonia amb Mandancini, de manera privada. El 1841 ingressa en el Conservatori de Milà, gràcies a la generositat del comte de Litta, estudiant piano i harmonia amb el mestre Nicola Vaccai (entre 1838 i 1846), acabant la carrera amb premi extraordinari. En els seus anys a Milà va entaular una gran amistat amb el compositor italià Amilcare Ponchielli, autor de l'òpera La Gioconda, amistat que va perdurar fins a la mort d'aquest últim el 1886.
A Itàlia, en col·laboració amb el llibretista Temistocle Solera, va compondre la seua primera òpera: Ildegonda, estrenada el 1846 amb poc èxit a Itàlia, i guanya el premi de composició en la Scala de Milà. Reincorporat a Madrid, el 1846 es fa conèixer com a director de l'orquestra del "Teatro del Circo", en el que també estrena el mateix any una simfonia. Va conèixer Isabel II en una festa de palau. La reina el va contractar com a professor de cant, nomenant-lo compositor de la Cort tres anys després, i va ordenar construir un teatre al Palau Reial on Arrieta va estrenar les òperes La conquista de Granada i Pergolesi.
Malgrat haver comptat amb el suport de la reina, després de la destitució de la monarquia va publicar l'himne Abajo los Borbones.
Va accedir a la plaça de professor de composició de l'"Escuela Nacional de Música" de Madrid el 1857 i va passar a ocupar el càrrec de director el 1868, que conservà fins a la seua mort el 1894. En aquesta època va compondre nombroses obres destinades a concerts, concursos i actes acadèmics. Entre els seus alumnes més destacats trobem a Antonio Santamaria, Manuel Fernández Grajal, Felipe Espino Iglesias, Casimiro Espino y Teysler, Tomás Bretón, Joaquín Valverde Durán i Ruperto Chapí.
El renaixement de la sarsuela amb els èxits de Barbieri, Gaztambide i altres, junt amb el tancament del Teatre del Reial Palau, va fer que Arrieta se sentira seduït per aquest gènere, abandonant l'òpera, del que en va produir més de 50 títols.
El 1853 va estrenar la seva primera sarsuela, El dominó azul, i trenta anys després la darrera: San Francisco de Sena. La seua obra més cèlebre i l'única que es manté en el repertori és Marina, sobre un insuls llibret de Francisco Camprodón, narra la dèria amorosa d'una ingènua noia de Lloret de Mar pel seu germanastre. Nascuda com sarsuela el 1855 la va transformar en òpera, sent estrenada en aquesta nova forma al Teatro Real de Madrid el 1887. Actualment, Marina es representa sempre en la seua versió operística. Malgrat la feblesa del llibret, aquesta òpera conté una música d'indubtable bellesa amb moments memorables. Potser el fragment més recordat d'aquesta obra és el brindis del tercer acte "A beber, a beber, a ahogar...!"
El 1871 rebé la Gran Cruz de Isabel la Católica i el 1873 va ser nomenat acadèmic de l'Academia de Bellas Artes de San Fernando en la recentment creada secció de música.
Fernando Pérez Ollo, crític musical, escriu d'Arrieta: "La seua glòria es fonamenta en la seua producció teatral i més en concret en el paper decisiu que va representar en la consolidació de la sarsuela com a gènere. Aquest predomini del mestre navarrès va ser possible pel seu sentit melòdic, en la línia tradicional de Bellini, més que en la renovadora i dramàtica de Verdi, i pels recursos tècnics –harmònics i instrumentals- que li va aportar la seua formació italiana. En aquest darrer aspecte, Arrieta va ser superior als seus col·legues peninsulars".
El 2004 es va reposar a Madrid Ildegonda en versió de concert, causant una excel·lent impressió per la qualitat tècnica de la música i el refinament melòdic, que sempre van ser dues de les característiques representatives del geni d'Arrieta.

## Obres principals (per completar)

### Òpera
- Ildegonda (1846)
- La Conquista de Granada (1850)
- Pergolesi (1851)
- Marina, adaptació de la sarsuela del mateix nom (1887)

### Sarsuela
- El dominó azul (1853)
- El grumete (1853)
- La estrella de Madrid (1853)
- La cacería real (1854)
- Guerra a Muerte (1855)
- La dama del Rey (1855)
- Marina (1855)
- La hija de la Providencia (1856)
- El sonámbulo (1856)

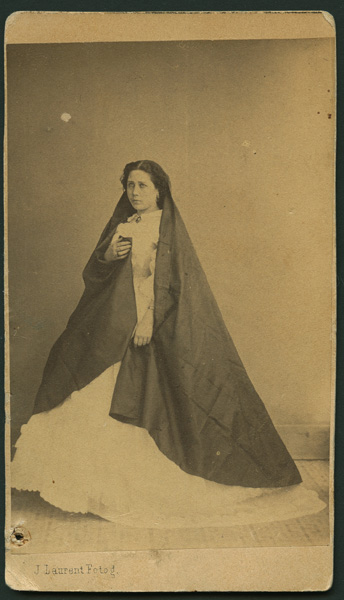
Amalia Ramírez en La hija de la Providencia

- El planeta Venus sarsuela fantàstica (1858)
- Azón Visconti, estrenada el 12 de novembre de 1858, per la tiple Josefa Murillo.[4]
- Los circasianos, estrenada el 8 d'abril de 1860, per la tiple Josefa Murillo.[5]
- La Tabernera de Londres (1862)
- El duende de Madrid (1866)
- El conjuro (1966)
- San Francisco de Sena (1873)